# 條紋準舌唇魚
條紋準舌唇魚（学名：Lobocheilos rhabdoura）为輻鰭魚綱鯉形目鲤科準舌唇魚属的鱼类。分布於亞洲泰國湄南河流域，體長可達22公分，棲息在水流湍急的溪流，以岩石上的藻類和固著生物為食。

## 外部連結
條紋準舌唇魚的圖片 （页面存档备份，存于）

## 扩展阅读
維基物種上的相關：條紋準舌唇魚